# توماس جونز
توماس جونز (بالإنجليزية: Thomas G. Jones) (و. 1844 – 1914 م) هو سياسي، ومحام، وقاض من الولايات المتحدة الأمريكية ولد في ماكون، جورجيا.
تولى منصب قائمة حكام ولاية ألاباما .وهو عضو في الحزب الديمقراطي الأمريكي .